# عوني الطويل
عوني الطويل (من مواليد 3 ديسمبر 1976) هو رائد أعمال وأكاديمي فلسطيني حاصل على درجة الماجستير في العلوم السياسية. نشط في قطاع ريادة الأعمال في غزة، حيث أسس شركات تعمل في مجالات التقنية والتسويق العقاري. يشغل عضوية في عدد من المؤسسات الأكاديمية والاقتصادية الفلسطينية.

## السيرة الذاتية
ولد الطويل في غزة عام 1976. حصل على درجة الماجستير في العلوم السياسية من جامعة الأزهر (غزة). بدأ مسيرته المهنية في البنك الإسلامي الفلسطيني، وتدرج في مناصب إدارية في شركات تعمل في مجالات التكنولوجيا والاتصالات والعقارات.

## الحياة المهنية

### البنك الإسلامي الفلسطيني
شغل منصب مدير الشؤون الإدارية، وشارك في تطوير الأداء المؤسسي والإجراءات التنظيمية داخل البنك.

### شركة حضارة لتكنولوجيا المعلومات
عمل مديرًا عامًا، وقاد عمليات التوسع التقني للشركة في السوق المحلية.

### شركة الاتصالات الفلسطينية "بالتل"
شغل منصب المدير التجاري، وكان مسؤولًا عن تطوير استراتيجيات التسويق وتحسين الخدمات.

## ريادة الأعمال

### شركة فضة للتكنولوجيا وأنظمة المعلومات
أسسها عام 2002، وتعمل في مجال حلول أنظمة المعلومات والتقنيات الحديثة.

### الشركة الفلسطينية للتسويق العقاري
تأسست عام 2005، وتختص في تسويق وتطوير مشاريع سكنية وتجارية داخل الأراضي الفلسطينية.

## المساهمات الفكرية
كتب الطويل مقالات سياسية واجتماعية نُشرت في منصات إعلامية فلسطينية، منها وكالة قدس نت الإخبارية ووكالة سوا الإخبارية ووكالة معًا الإخبارية.

## الأنشطة العامة
شارك في تقديم محاضرات وورش عمل في مجالات القيادة، ريادة الأعمال، والتنمية البشرية.

## العضويات
- عضو مجلس أمناء جامعة فلسطين[4]
- عضو جمعية رجال الأعمال الفلسطينية[5]
- مساهم في تطوير البيئة الاقتصادية والتقنية في قطاع غزة